# Tetragnatha uncifera
Tetragnatha uncifera este o specie de păianjeni din genul Tetragnatha, familia Tetragnathidae, descrisă de Simon, 1900. Conform Catalogue of Life specia Tetragnatha uncifera nu are subspecii cunoscute.